# Eliane Brum
Eliane Brum (Ijuí, Río Grande del Sur, 23 de mayo de 1966) es una periodista, escritora y documentalista brasileña. Se formó en la Pontificia Universidad Católica de Río Grande del Sur (PUCRS) en 1988 y ganó más de 40 premios nacionales e internacionales de reportaje.
Ha participado en la compilación de reportajes especiales sobre los Médicos sin Fronteras Dignidad!, que incluyó también autores como Mario Vargas Llosa. Es codirectora de dos documentales: Uma Historia Severina y Gretchen Filme Estrada. 
En el año 2008 recibió el Premio Mundial de Libertad de Prensa UNESCO-Guillermo Cano.  
En 2021 recibió el premio María Moors Cabot de la Escuela de Periodismo de la Universidad de Columbia por su trayectoria.  
Columnista y colaboradora de varios periódicos internacionales, es también una de las fundadoras de la plataforma de periodismo SUMAÚMA, creada en 2022 con el objetivo de contar la realidad de la Amazonia.
En enero de 2024 publica La Amazonia, viaje al centro del mundo (Editorial Salamandra).

## Obras
Novela
- Uma Duas (LeYa)

Libros de reportajes
- Coluna Prestes – O Avesso da Lenda (Artes y Ofícios)
- A Vida Que Ninguém Vê (Arquipélago Editorial; Premio Jabuti 2007)[4]
- O Olho da Rua (Globo)

Libro de crónicas
- La Niña Quebrada (Archipiélago Editorial; Premio Açorianos 2013),[n. 1]
- La Amazonia (2021)